# Normanno Locci

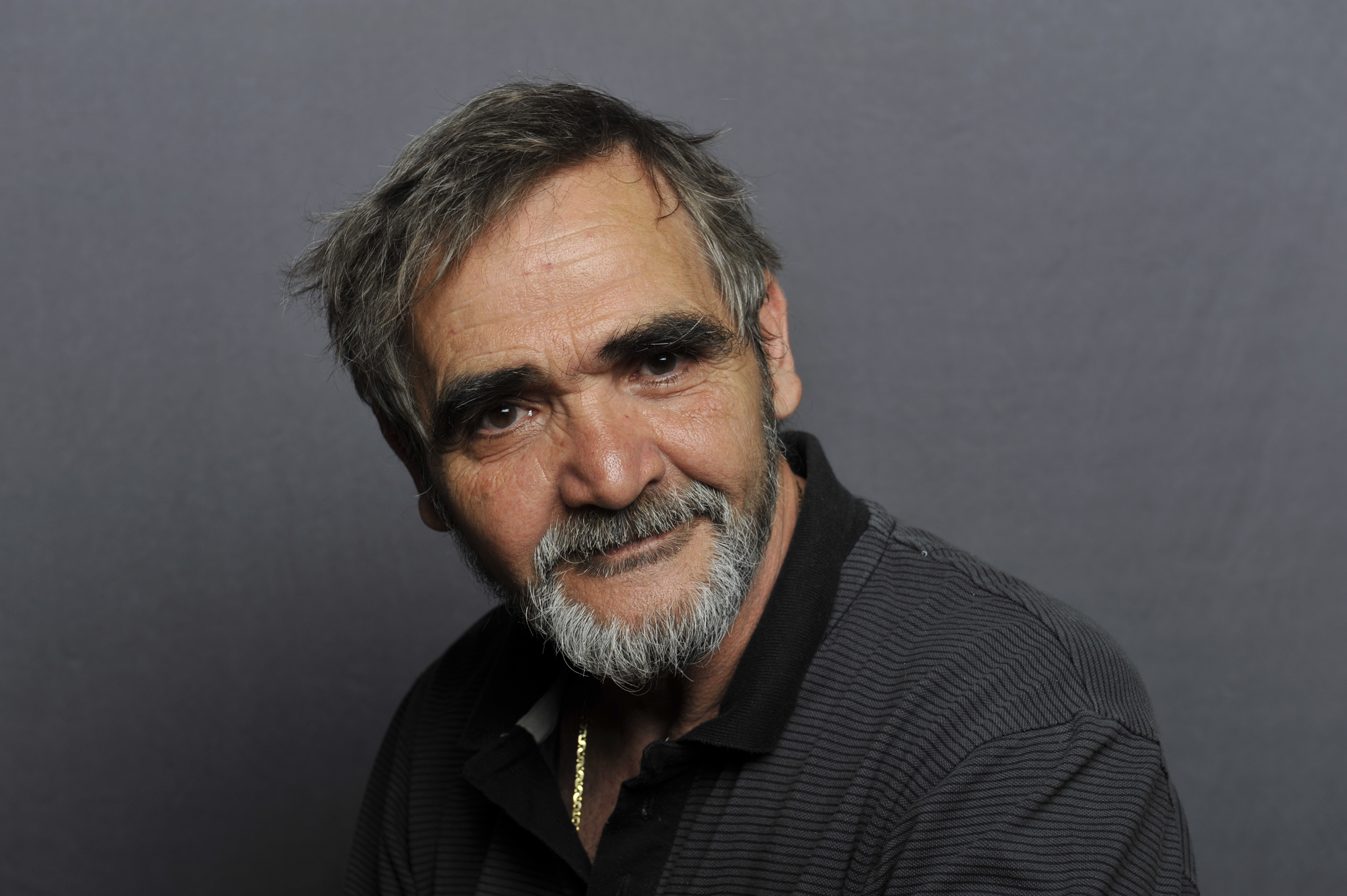
Normanno Locci (2013)

Normanno Locci (geb. 6. August 1944 in Florenz) ist ein italienischer Maler.

## Leben
Er belegte ein Studium an der Kunstakademie „Accademia di Belli Arti“ in Florenz. Seine erste Einzelausstellung fand 1972 in der „Galleria d`arte il Vaglio“ in Florenz statt. Seit dieser Zeit wurden seine Werke in Einzel- und Kollektivausstellungen in  Europa ausgestellt. Er nahm an internationalen Symposien teil und hielt Malseminare in Deutschland, Italien und Österreich ab. Normanno Loccis Arbeiten wurden auf den Kunstmessen in Rom, Bologna, Padova, Pordenone, Bari, Capri, Salzburg und Innsbruck präsentiert. Kunstkritiker wie Marcello Venturoli, Franca Calcavacca, Luico Del Gobbo, Giacomo Botteri, Anna Rolli, schrieben   Kritiken über seine Kunst.
1992 war er Gründer des Vereins für zeitgenössische Kunst „Allegri Art“ in Florenz, dessen Präsident er war. Der Verein wurde zum Treffpunkt für italienische und ausländische Künstler. Der Mittelpunkt des kulturellen Austausches.
1996 gründete er in Florenz den internationalen Kunstverein SAFIR (Salzburg – Firenze – Regensburg).
Locci ist Mitglied des internationalen Kunstverein ART/Diagonal in Wien und Gründungsmitglied des Vereins Ars Communicat.
Er lebt und arbeitet seit 1999 in Traun, Oberösterreich.

## Werke
Auftragsarbeit Arcotel Camino Stuttgart (D): Jacobspilger in Collage: Auffallend ist die Größe dieser imposanten Collage. Die Holzcollage mit einer Größe von fast 4 × 2 m besteht aus Einzelteilen à 60 × 60 cm, die wiederum jeweils 50 bis 55 Papierteile enthalten und somit das Gesamtbild ergeben. Insgesamt besteht das Bild aus ca. 1000 Teilen. Die Vorlage für diese Collage ist die Darstellung eines Jakobspilgers in einem Holzschnitt aus dem Jahre 1568. Die Betonung liegt auf Vorlage im Sinne von Inspirationsquelle, da das Werk künstlerisch ein eigenständiges ist, das weder in der Größe noch in der künstlerischen Wiedergabe mit dem Holzschnitt übereinstimmt.